# Jarinu
Jarinu là một đô thị ở bang São Paulo của Brasil, diện tích 207,67 km² và dân số 20.000 người (2005).

## Các đô thị giáp ranh
- Bắc: Itatiba và Bragança Paulista.
- Nam: Campo Limpo Paulista.
- Đông: Jundiaí.
- Tây: Atibaia.

## Khoảng cách so với các đô thị khác
- São Paulo - 76 km
- Campinas - 60 km
- Santos - 150 km
- Jundiaí - 23 km
- Atibaia - 23 km
- Campo Limpo Paulista - 12 km
- Itatiba - 30 km
- Jacareí - 104 km

## Thông tin nhân khẩu theo điều tra năm 2000
Tổng dân số: 17.041
- Dân số thành thị: 10.984
- Dân số nông thôn: 6.057
- Nam giới: 8.826
- Nữ giới: 8.215

Mật độ dân số (người/km²): 82,09
Tỷ lệ tử vong trẻ sơ sinh dưới 1 tuổi (trên một triệu người): 24,32
Tuổi thọ bình quân (tuổi): 67,25
Tỷ lệ sinh (số trẻ trên mỗi bà mẹ): 2,67
Tỷ lệ biết đọc biết viết: 88,22%
Chỉ số phát triển con người (HDI-M): 0,759
- Chỉ số phát triển con người - Thu nhập: 0,732
- Chỉ số phát triển con người - Tuổi thọ: 0,704
- Chỉ số phát triển con người - Giáo dục: 0,842

(Nguồn: IPEADATA)